# Pseudodinia melantida
Pseudodinia melantida är en tvåvingeart som beskrevs av Barber 1985. Pseudodinia melantida ingår i släktet Pseudodinia och familjen markflugor. Inga underarter finns listade i Catalogue of Life.